# Дисдорф
Дисдорф (нем. Diesdorf) — община в Германии, в земле Саксония-Анхальт.
Входит в состав района Зальцведель. Подчиняется управлению Бетцендорф-Дисдорф. Население составляет 2500 человек (на 31 декабря 2010 года). Занимает площадь 65,85 км².
На земле Саксония-Анхальт 2,18 млн жителей. крупнейших городов страны — это столицы штатов Магдебург и Галле (Заале), ещё один центр — это Дессау-Рослау.

## География
Это место, расположенное в западной части Альтмарка, характеризуется пологим холмистым пейзажем с песчаными почвами, в основном покрытыми лесом, в значительной степени оформленным ледниковым периодом Зааля.
Эта деревня находится примерно в 25 км к юго-западу от Зальцведеля. В соседней Нижней Саксонии ближайший крупный населенный пункт Виттинген находится примерно в десяти километрах.

### Муниципальное образование
Муниципалитет имеет следующие районы и населённые пункты:
| - Abbendorf mit Wüstung Römke - Bergmoor - Dankensen - Diesdorf mit Forsthof Vier und Kerstenberg - Dülseberg - Haselhorst - Höddelsen | - Hohenböddenstedt mit Schinkenmühle - Hohengrieben - Lindhof - Mehmke - Molmke - Neuekrug | - Peckensen - Reddigau - Schadeberg - Schadewohl - Waddekath - Wüllmersen |

### Kлимат
Годовое количество осадков составляет 622 мм. Осадки низкие. Они находятся в нижней четверти значений, зарегистрированных в Германии. Более низкие значения регистрируются на 25 % измерительных станций Немецкой метеорологической службы. Самый сухой месяц — октябрь, больше всего осадков выпадает в августе. В августе выпадет в 1,6 раза больше осадков, чем в октябре. Количество осадков варьируется минимально и чрезвычайно равномерно распределяется в течение года. Более низкие сезонные колебания регистрируются только на 4 % измерительных станций.

## История

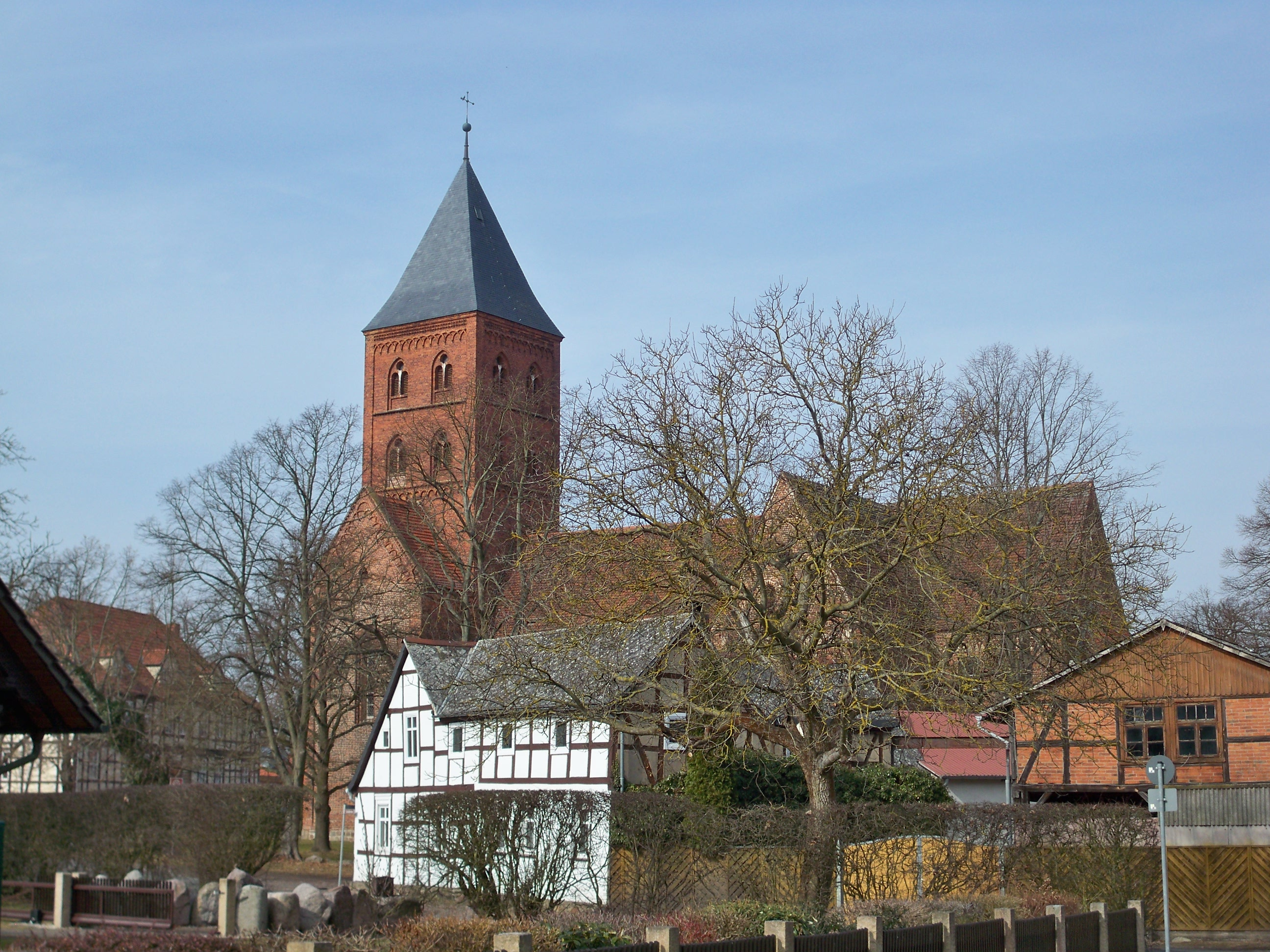
Монастырская церковь (кирха) в центре города

Большие каменные могилы в селе Дисдорф указывают, что регион был обитаем уже в период неолита.
Это место было впервые упомянуто в документах в 1112 году В 1161 году граф Герман фон Варпке-Люхов основал перо августинских хороводов Мариенвердера. Это сильно повлияло на историю и развитие этого места. После Реформации и секуляризации монастыря в 1551 году здесь были созданы доменное управление Бранденбургского государства и дворянское женское управление. В 1810 году оба были распущены под властью французского королевства Вестфалия. После присоединения к Пруссии город с Альтмарком вошёл в правительственный округ Магдебург и, следовательно, в провинцию Саксония, из которой в 1947 году возникла земля Саксония-Анхальт. С 1952 года, с расформированием земель в составе ГДР, деревня входила в состав района Магдебург. С 27 марта 1998 года муниципалитет официально вводит название Пятно.
В 1911 году был создан первый музей под открытым небом в Германии.

### Инкорпорации
- 30 сентября 1928 эта деревня была в лесной территориальной общине поселка Gutsbezirk.[7]
- В 1961 году к Дисдорфу присоединили район Мольмке.[8]
- 15 Апреля 1974 года к Дисдорфу присоединили район Линдхоф.[9]
- В январе 1991 года к этому селу былыи включены Аббендорф Abbendorf (с Данкензен Dankensen, Хохенбоденштедт Hohenböddenstedt и Пекензен Peckensen) и Вадекат Waddekath (с Хазелхорст Haselhorst).[9]
- 1 Ноября 1992 года последовало объединение Шадеберга Schadeberg (с Дюльсбергом Dülseberg).[9]
- В январе 2010 года состоялось объединение с деревнями Ходдельзен Höddelsen и Реддигау Reddigau.[10]
- 1 сентября 2010 года муниципалитет Мехмке последовал за ним.[10]

### Развитие
| Jahr | Einwohner |
| ---- | --------- |
| 1734 | 128       |
| 1774 | 426       |
| 1789 | 412       |
| 1801 | 317       |
| 1818 | 536       |
| 1840 | 821       |

| Jahr | Einwohner |
| ---- | --------- |
| 1864 | 0850      |
| 1871 | 0869      |
| 1895 | 0967      |
| 1905 | 0984      |
| 1925 | 0999      |
| 1939 | 1057      |

| Jahr | Einwohner |
| ---- | --------- |
| 1946 | 1383      |
| 1964 | 1427      |
| 1971 | 1467      |
| 1981 | 1365      |
| 1993 | 1862      |
| 2006 | 2108      |

## Религия
42 % населения евангелисты, 3 % католики.
В муниципальном районе евангельские церкви (приходские в Abbendorf, Dankensen, Mehmke, Peckensen, Waddekath и Wüllmersen) церковного округа Зальцведель Евангелической церкви Центральной Германии.

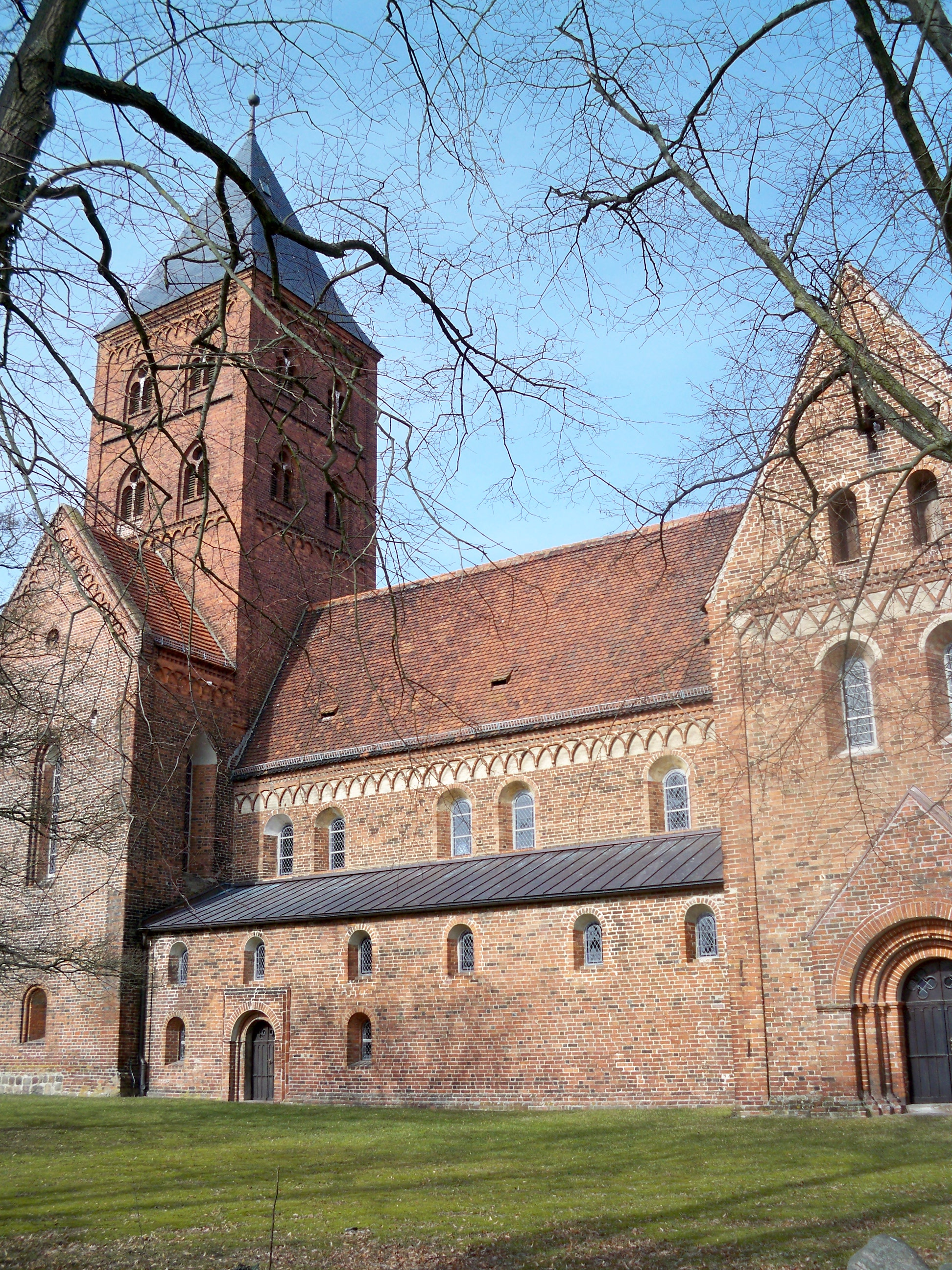
Дисдорф Diesdorf
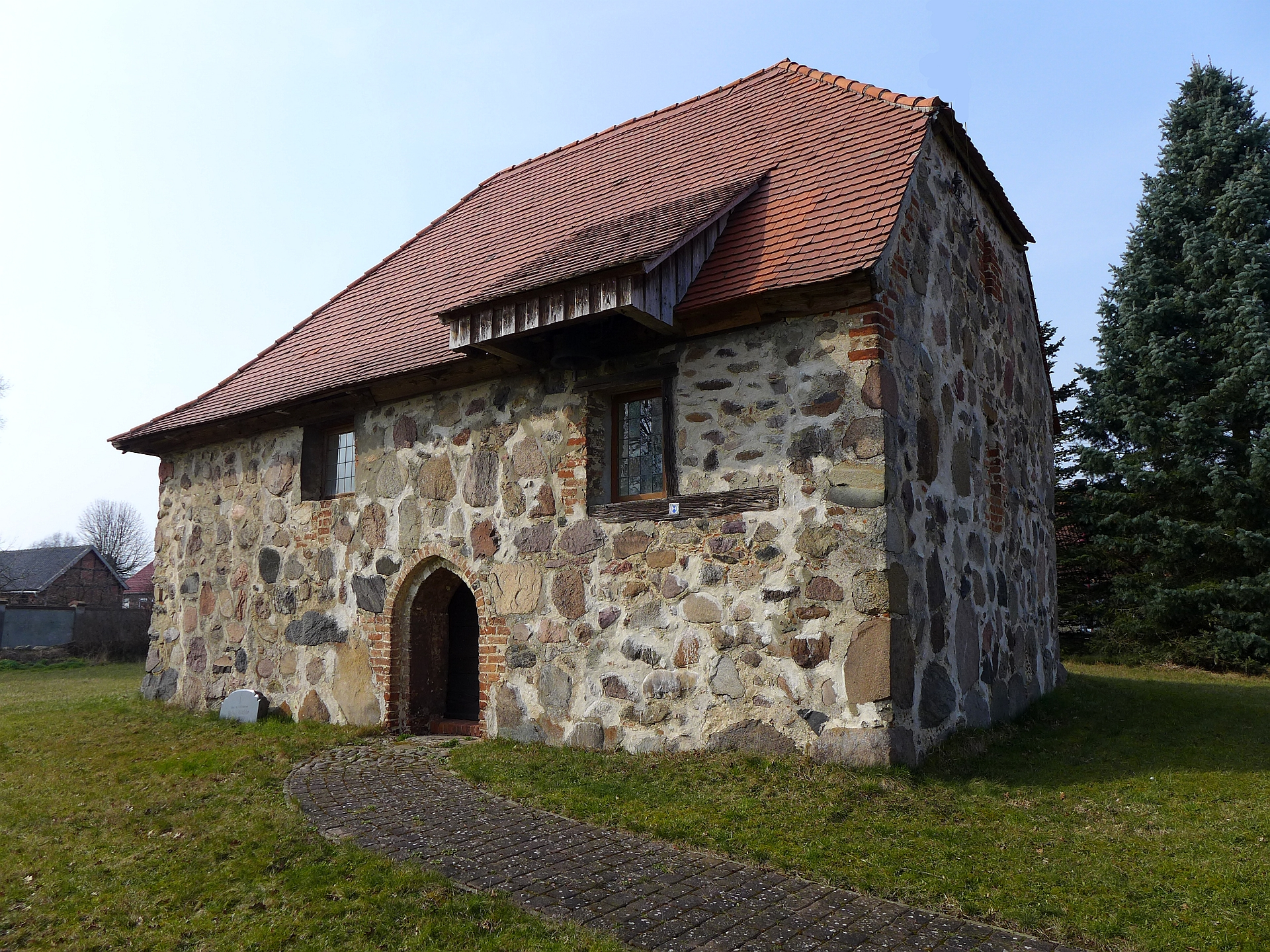
Дюльсеберг Dülseberg
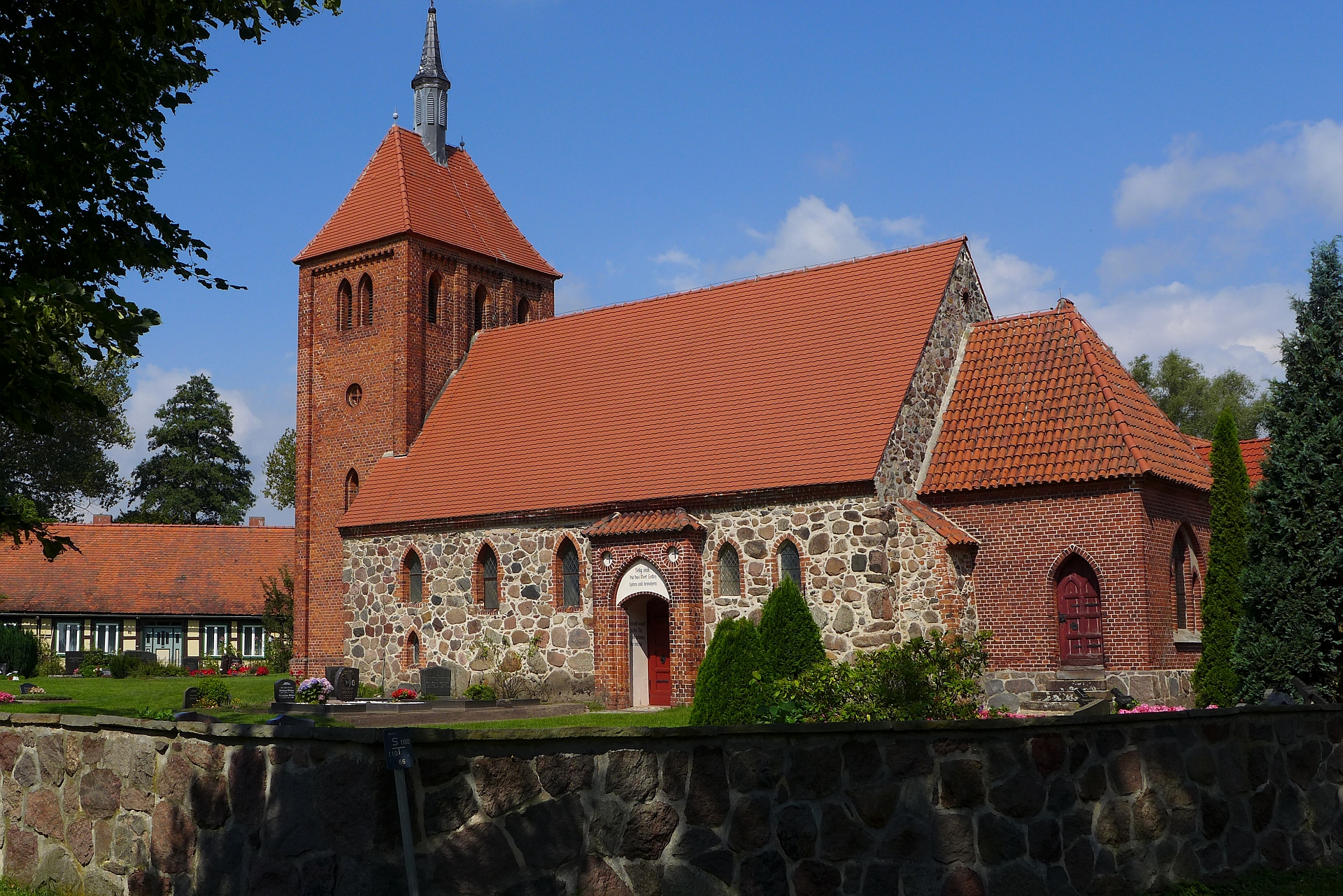
Мехмке Mehmke
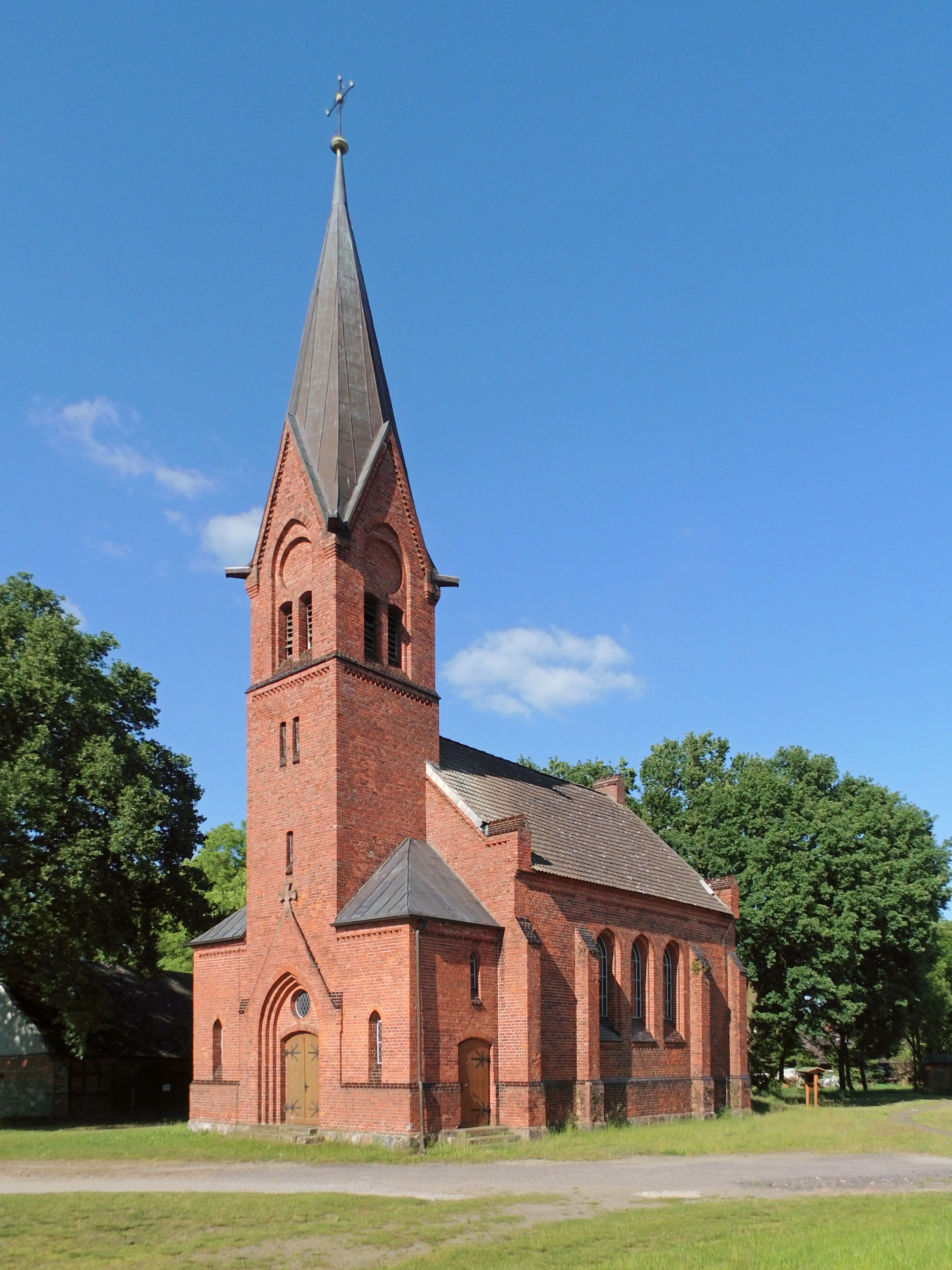
Пекензен Peckensen

Католики в основном принадлежат к приходу Святого Лаврентия в Зальцведеле. Населенные пункты Mehmke и Wüllmersen относятся к приходу Святой Хильдегарды, и филиал церкви Успения Пресвятой Богородицы в Beetzendorf. Оба прихода входят в состав деканата Стендаля в епископстве Магдебург.

## Политика

### Местное управление
26 мая 2019 года прошли муниципальные выборы, в результате которых состав муниципального совета:
| Liste: | CDU | Linke | SPD | FDP | Grüne | EB | Gesamt   |
| ------ | --- | ----- | --- | --- | ----- | -- | -------- |
| Sitze: | 5   | 3     | 2   | 1   | 1     | 2  | 14 Sitze |

### Мэр
Мэр — Фриц Клосс (СДПГ).

### Герб
Герб был утвержден 1 апреля 1997 года Президиумом правительства Магдебурга.
Герб: «В красном цвете чёрный крест с золотой каймой, покрытый четырьмя растущими золотыми дубовыми листьями, с сердечным знаком, сердечный знак черно-золотой косой, увенчан ромбом в смешанных цветах»"
С монастырем это место занимало значительное место для развития в Альтмарке. Августинское перо, основанное графами Варпке-Люховым в 1161 году, внесло значительный вклад в формирование структуры и места. Он сыграл значительную роль в миссионерстве и экономическом развитии. Расположенные в географическом пограничном пространстве смежных владений, здесь пересекались и соединялись различные политические и культурные влияния. Это находит свое выражение в гербе в виде как крест, так и через сердечный знак. Крест означает христианизацию и монашеский штифт, а также перекресток путей. В сердце щита через граничающие поля косая символизирует пограничное пространство. Оконный ромб, опирающийся на гербовый мотив основателей монастыря, окружает центр наклонной линии и, таким образом, служит как несколько символов.

### Флаг
Флаг деревни имеет цвета черно — золотой (желтый). Флаг с двумя узкими черными внешними полосами и более широкой золотой (желтой) центральной полосой, увенчанной муниципальным гербом.

## Культура и достопримечательности

### Монастырская церковь
В деревне находится церковь Святой Марии и Круциса Августинского хорового собора, основанного в 1161 году графом Германом Варпке-Люховским, строительство которой было начато в 1182 году. Кирпичная церковь в романском стиле является одной из старейших в Альтмарке, которая имеет полный крестовый свод. Их внутренность характеризуется строительством в связанной системе. На её экстерьере изображены такие ювелирные элементы, как лисенен, крестообразная фриза, ромбовая фриза, зигзагообразная фриза и немецкая лента. Широко видимая башня в неороманском архитектурном стиле была построена с 1863 года.

### Бывшая монастырская территория
Среди более ранних монастырских зданий — «Старый Дарре», построенный в XIV веке, ранее использовался как пивоварня и пекарня. В начале 2010-х годов он был отреставрирован и создан как музей отечественной истории. Стена, окружающая территорию монастыря, в значительной степени сохранилась.

### Музей Дисдорф под открытым небом
mini|Hallenhaus im Freilichtmuseum
В музее под открытым небом Diesdorf представлены, среди прочего, фахверковые дома различного назначения и формы, а также ветряная мельница. Тематически музей относится к Альтмарк.

### Большой камень гробницы у деревни Дисдорф
mini|Большо камень гробницы Diesdorf 3
В непосредственной близости от этого села имеется большой камень у гробницы, или сооружение, состоящее из трёх каней, сохранившихся с неолитических времён.

## Транспорт и экономика

### Трафик
Это село находится на 8 Виттинген-Зальцведель (часть Немецких Фахверковых улиц Deutsche Fachwerkstraße Fachwerkstraße) и 11 Дисдорф-Бетцендорф-Апенбург Diesdorf-Beetzendorf-Apenburg (часть туристического маршрута Дороги Романики). Вплоть до закрытия этого раздела Дисдорф-Dэрe на железнодорожном маршруте Зальцведель-Дисдорф 23 мая 1993 года был подключён к железнодорожной сети. Ещё в 1945 и 1973 годах железнодорожное сообщение в направлении Виттингена и Бетцендорфа было прекращено.

### Экономика
В районе местечка Пекенсен находится хранилище с природным газом с текущим объёмом хранения 400 миллионов кубических метров..

## Личности
- August Zarnack (1777—1827) — проповедник, педагог и коллекционер народных пемен, родился в Meхмкe
- Heinrich Mahlke (1851—1921) — депутат Рейхстага, родился в Данкензене
- Eduard von Westernhagen (1851—1921) — прусский генерал-лейтенант, родился в Aббендорфе
- Adolf Heitmann (1858—1946) — педагог и писатель, родившийся в деревне Дисдорф
- Fritz Darges (1913—2009) — Оберштурмбаннфюрер СС, личный адъютант Адольфа Гитлера с 1943 по 1944 год, родился в Дюльсберге
- Helmut Gäde (* 1932) — учёный по растениеводству, родился в Пекензене